# Queyrac
Queyrac (okzitanisch: Cairac) ist eine französische Gemeinde im Département Gironde in der Region Nouvelle-Aquitaine mit 1.357 Einwohnern (Stand: 1. Januar 2022). Sie gehört zum Arrondissement Lesparre-Médoc und zum Kanton Le Nord-Médoc. Die Einwohner werden Queyracais genannt.

## Geografie
Die Gemeinde Queyrac liegt etwa 65 Kilometer nordnordwestlich von Bordeaux im Norden der Halbinsel Médoc. Das Gemeindegebiet gehört zum Regionalen Naturpark Médoc. Umgeben wird Queyrac von den Nachbargemeinden Vensac im Nordwesten und Norden, Jau-Dignac-et-Loirac im Norden und Nordosten, Bégadan und Civrac-en-Médoc im Osten, Gaillan-en-Médoc im Süden sowie Vendays-Montalivet im Westen.
Durch die Gemeinde führt die frühere Route nationale 215 (heutige D1215).

## Bevölkerungsentwicklung
| Jahr                       | 1962 | 1968 | 1975 | 1982 | 1990 | 1999 | 2006 | 2013 | 2020 |
| Einwohner                  | 1109 | 1099 | 1030 | 1127 | 1129 | 1164 | 1318 | 1377 | 1360 |
| Quellen: Cassini und INSEE |      |      |      |      |      |      |      |      |      |

## Sehenswürdigkeiten
- Kirche Saint-Hilaire (siehe auch: Liste der Monuments historiques in Queyrac)
- Kapelle Saint-Roch
- Schloss Bernon
- Schloss Guidon
- Schloss Carcanieux
- Schloss Le Mouva

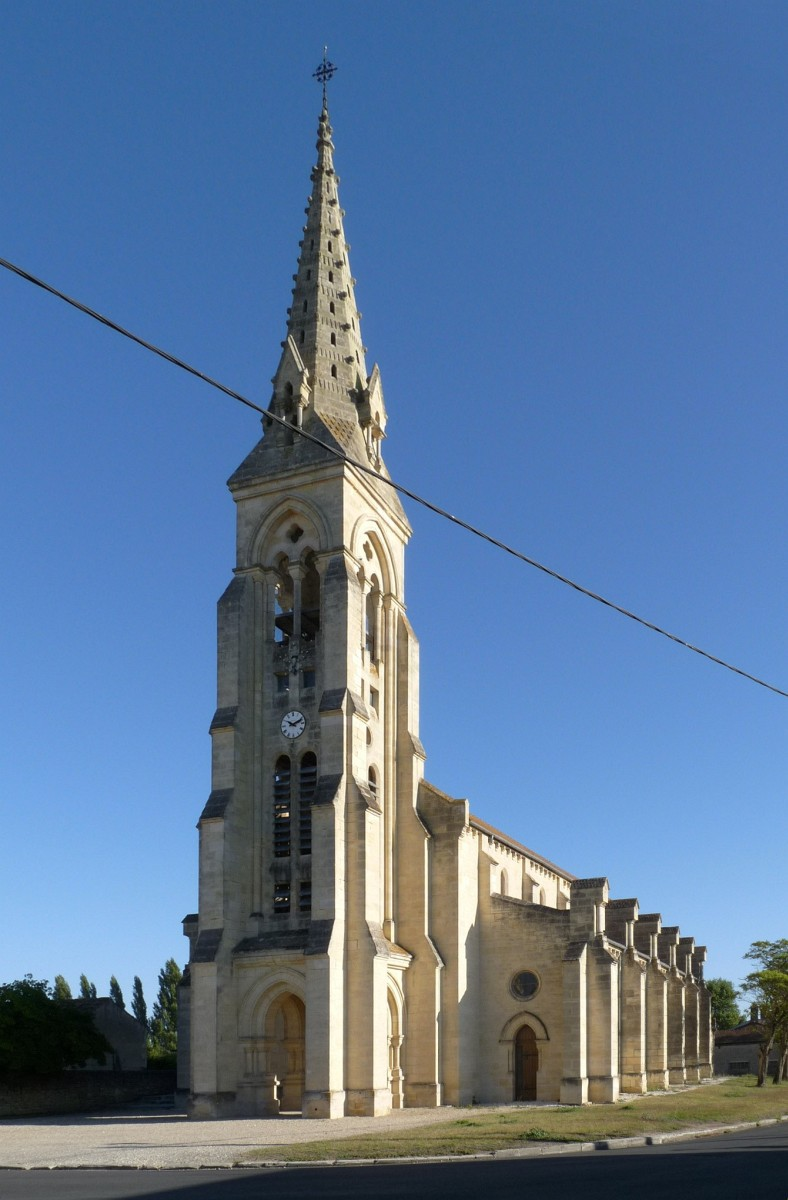
Kirche Saint-Hilaire
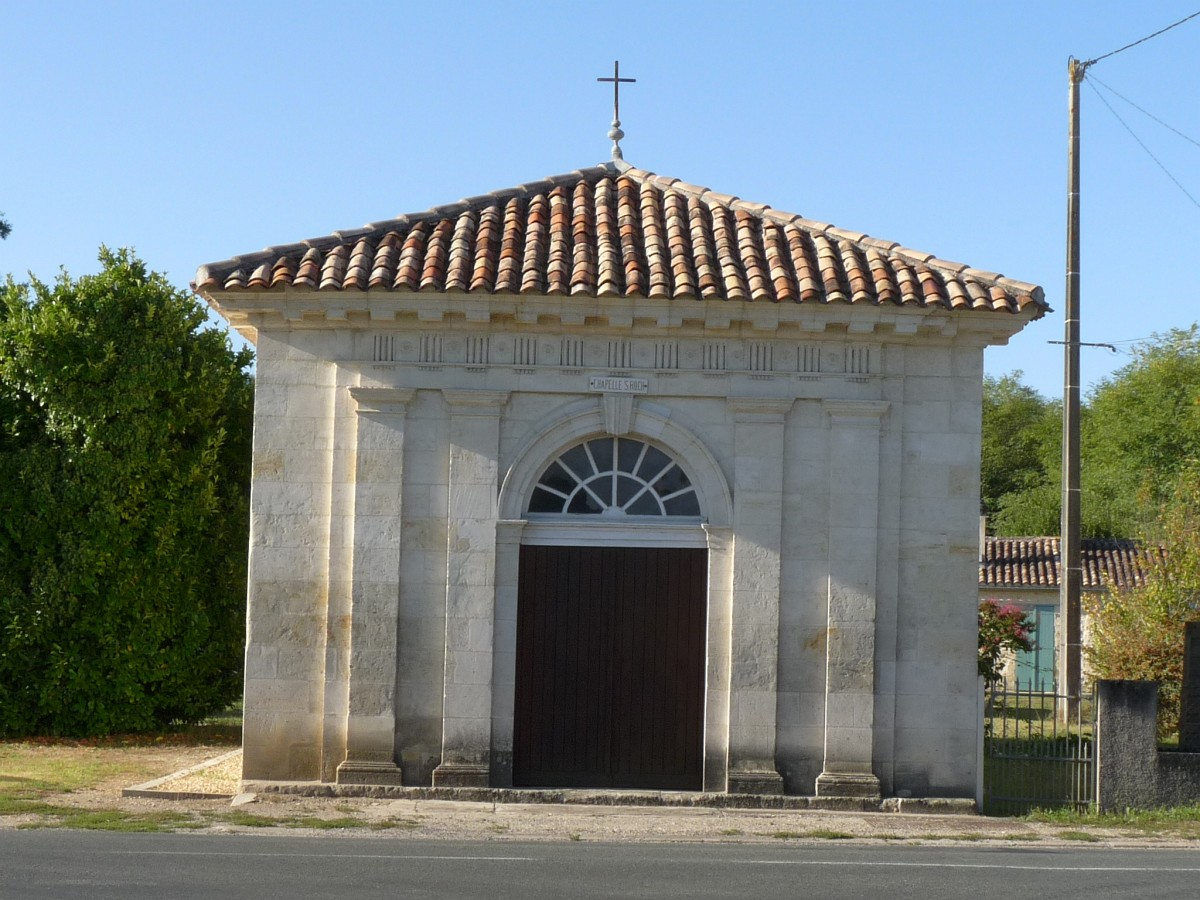
Kapelle Saint-Roch